# Creature from the Black Lagoon
Creature from the Black Lagoon (titulada El monstruo de la laguna negra en Hispanoamérica y La mujer y el monstruo en España) es una película de terror estadounidense de 1954, dirigida por Jack Arnold y producida por Universal Pictures. Fue protagonizada por Julie Adams, Richard Carlson, Antonio Moreno y Richard Denning.
La película tuvo dos secuelas: Revenge of the Creature (1955), dirigida de nuevo por Jack Arnold y titulada en España El regreso del monstruo; y The Creature Walks Among Us (1956), en España El monstruo vengador, dirigida por John Sherwood. 
La creadora del monstruo fue Milicent Patrick, una de las primeras mujeres dedicadas al dibujo de animación.
Esta película es una de las principales de su género de los años 50 e influyó en el joven Steven Spielberg.

## Trama
Una expedición paleontológica descubre en la Amazonia una mano fosilizada que data del periodo devónico, la que según el Dr. Carl Maia (Antonio Moreno) es evidencia de un espécimen intermedio entre las criaturas terrestres y marítimas. Tras el descubrimiento, Carl visita a su amigo David Reed (Richard Carlson), un ictiólogo que trabaja para un instituto de biología marina. Ambos convencen al patrocinador del instituto, Mark Williams (Richard Denning), para que financie una expedición al lugar donde fue encontrada la mano, con el fin de buscar el resto del cuerpo de la criatura.
Los científicos suben a bordo de un barco de vapor en dirección al lugar. El grupo de expedicionarios está compuesto por Carl, David y Mark, además de la novia de David, Kay Lawrence (Julie Adams), y otro científico, Edwin Thompson (Whit Bissell). Al llegar al campamento, descubren que los asistentes de Carl fueron asesinados. El capitán del barco, Lucas (Nestor Paiva), cree que fueron atacados por un jaguar. Sin embargo, lo que mató a los hombres de Carl fue una criatura humanoide de rasgos anfibios, perteneciente a la misma especie del fósil encontrado por los geólogos.
Los científicos comienzan a excavar en el lugar donde fue hallado el fósil, pero no logran encontrar el resto del esqueleto. Mark decide abandonar la búsqueda, pero David cree que tal vez el resto del fósil cayó siglos atrás al río contiguo, siendo arrastrado por la corriente. Lucas les informa que el río desemboca en una laguna llamada "laguna negra", que está a algunos kilómetros del lugar. Los expedicionarios deciden seguir la teoría de David y se embarcan en dirección a la laguna, sin saber que la criatura que mató a los asistentes de Carl los estaba vigilando. La criatura sigue la embarcación hasta la laguna, interesado principalmente en la joven Kay. Al llegar al lugar, David y Mark bucean en búsqueda de rocas en el fondo de la laguna, para poder medir su antigüedad. Kay también decide nadar en las aguas de la laguna, siendo acechada por la criatura. Mientras sigue a la joven, el monstruo es atrapado por la red del barco, pero logra escapar. Los científicos examinan la red y descubren una de las garras de la criatura, lo que los alerta sobre su existencia.
Mark y David bucean en la laguna en busca de la criatura. Mientras David quiere fotografiarla, Mark pretende cazarla para llevarla a la civilización. Al encontrarla, Mark entierra uno de sus arpones en el monstruo, pero la criatura logra escapar. Tras el ataque, el monstruo se venga matando a dos tripulantes del barco. Los científicos logran capturar al monstruo drogándolo con rotenona, y lo encierran en una jaula. Esa noche, la criatura escapa de la jaula y ataca a Edwin. El científico es rescatado por Kay, quien le arroja una lámpara de aceite a la criatura, que salta a la laguna para apagar las llamas de su cuerpo. David convence a los demás de irse del lugar antes de que ocurran más muertes, pero descubren que la entrada a la laguna fue bloqueada con ramas y troncos por el monstruo.
Mientras David intenta remover los obstáculos, Mark es atrapado por la criatura, que lo lleva hasta el fondo de la laguna y lo mata. Tras esto, el monstruo rapta a Kay y la lleva a una caverna. David, Carl y Lucas siguen al monstruo y rescatan a la joven. Mientras Lucas y Carl disparan a la criatura con sus escopetas, David les dice que se detengan. El monstruo, malherido, huye y se interna en las profundidades de la laguna. 

## Reparto
- Julie Adams como Kay Lawrence.

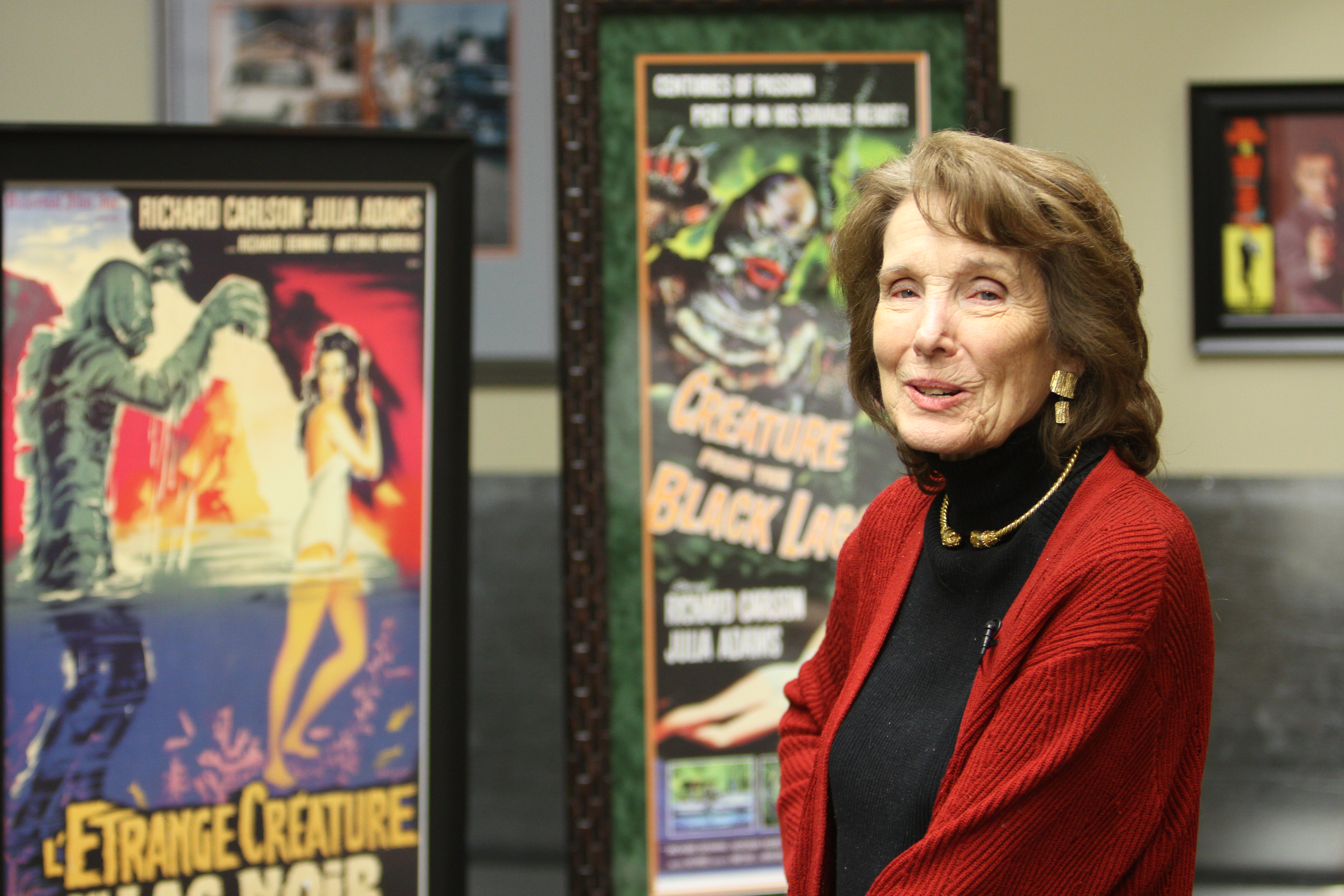
Julie Adams junto al afiche de la película en 2011

- Richard Carlson como Dr. David Reed
- Antonio Moreno como Dr. Carl Maia
- Richard Denning como Mark Williams.
- Nestor Paiva como Lucas.
- Whit Bissell como Dr. Edwin Thompson
- Ben Chapman como Monstruo.
- Ricou Browning como Monstruo (escenas acuáticas).
- Bernie Gozier como Zee.
- Henry A. Escalante como Chico.
- Perry Lopez como Tomas.
- Rodd Redwing como Luis.

## Producción

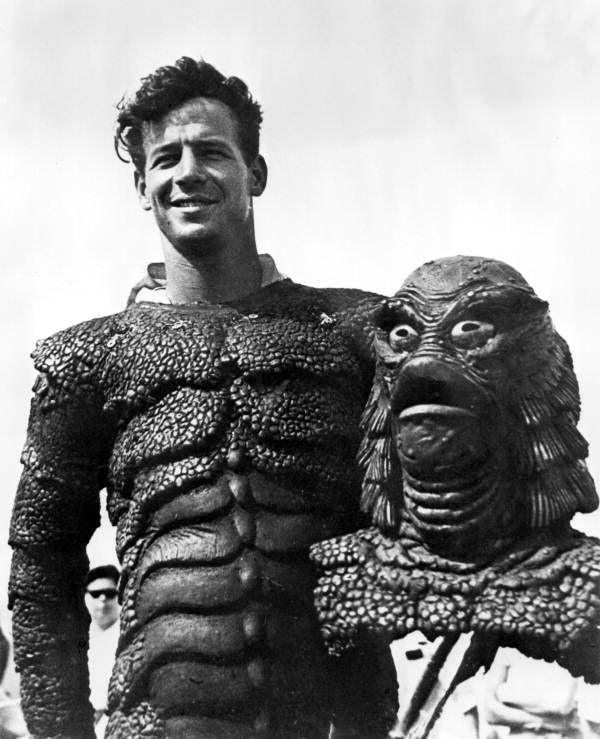
Ricou Browning en su traje

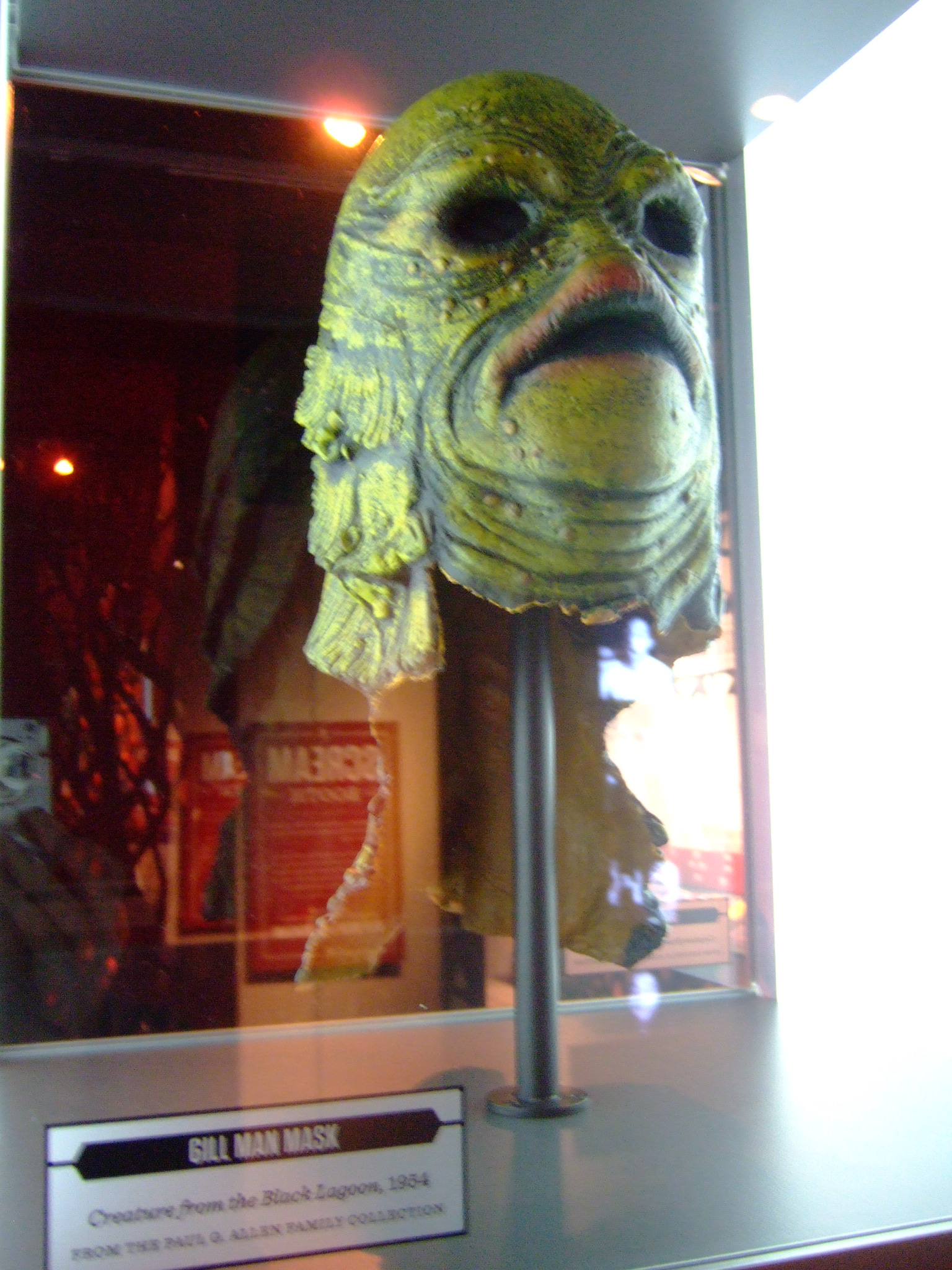
Máscara de la criatura en un museo

La trama de la cinta se basa en una leyenda suramericana. El productor William Alland la escuchó del director de fotografía Gabriel Figueroa, quien le dijo que en la Amazonia vive una criatura que una vez al año rapta a alguna joven que viva en las aldeas cercanas. Tras oír la historia, el productor decidió adaptarla a una película para Universal Pictures. Según el director Jack Arnold, la película buscaba crear una atmósfera de terror basada en el miedo a lo desconocido:

Juega con un miedo básico que las personas tienen respecto a lo que podría estar bajo la superficie del agua. Usted conoce esa sensación cuando está nadando y algo roza su pierna - se asusta muchísimo si no sabe qué es. Es el miedo a lo desconocido. Decidí explotar este miedo tanto como sea posible al filmar Creature from the Black Lagoon.

La criatura que acecha a los protagonistas de la película fue interpretada por dos actores, Ben Chapman y Ricou Browning. El primero participó en las escenas donde el monstruo está en tierra firme, mientras que Browning se encargó de las escenas acuáticas. Chapman fue escogido para el rol debido a su estatura, que era de 1,98 metros (6 pies y 5 pulgadas). El traje que utilizaba era de caucho, el cual estaba dividido en piezas articuladas, y tuvo un costo de 18.000 dólares. El proceso de montaje duraba cerca de tres horas. El caminar lento de la criatura se debió a que Chapman era un veterano de la guerra de Corea, cuyas heridas en las piernas le provocaron una cojera y contoneo al andar. Los movimientos faciales del monstruo también eran limitados. Según Browning, el movimiento de las branquias se lograba con una pera de goma que estaba unida a un tubo. Al apretarla con una de sus manos, la presión del aire hacía que las branquias se moviera hacia dentro y hacia fuera. La boca de la criatura era controlada por el actor moviendo su mentón.

## Influencia posterior
Aparte de las dos secuelas a las que dio lugar, influyó mucho en Steven Spielberg. Los planos subacuáticos del monstruo observando a Julie Adams nadando en el lago influyeron en la película de Tiburón. Además, el efecto de sonido que ilustra el rugido de la criatura fue utilizado por Steven Spielberg tanto en el final de El diablo sobre ruedas como en la ya mencionada Tiburón.
El argumento de esta película fue recreado en la novela La ofrenda de Gustavo Martín Garzo.
El director mexicano Guillermo del Toro ha mencionado a Creature from the Black Lagoon como una importante influencia para su película La forma del agua (2017).
La banda estadounidense de thrash metal Iced Earth, en su álbum Horror Show incluye un tema llamado "Dragon's Child", basado en el filme.
El personaje del Eslabón Perdido en la película animada Monsters vs Aliens, guarda grandes similitudes con el monstruo del filme.